# Neath
Neath (wal. Castell-nedd) – miasto w Wielkiej Brytanii (Walia; w hrabstwie miejskim Neath Port Talbot), leżące nad rzeką Neath, zaledwie 10 kilometrów od zatoki Swansea. Według danych szacunkowych na rok 2009 liczy 46 849 mieszkańców.
W mieście rozwinął się przemysł petrochemiczny oraz metalowy, jest stacja kolejowa Neath.